# Alchemilla tytthantha
Alchemilla tytthantha es una especie de planta del género Alchemilla, perteneciente a la familia Rosaceae.

## Taxonomía
Alchemilla tytthantha fue descrita por Serguéi Yuzepchuk en 1933.

## Distribución
Se encuentra en el territorio de Crimea.